# Heidi (Roman)

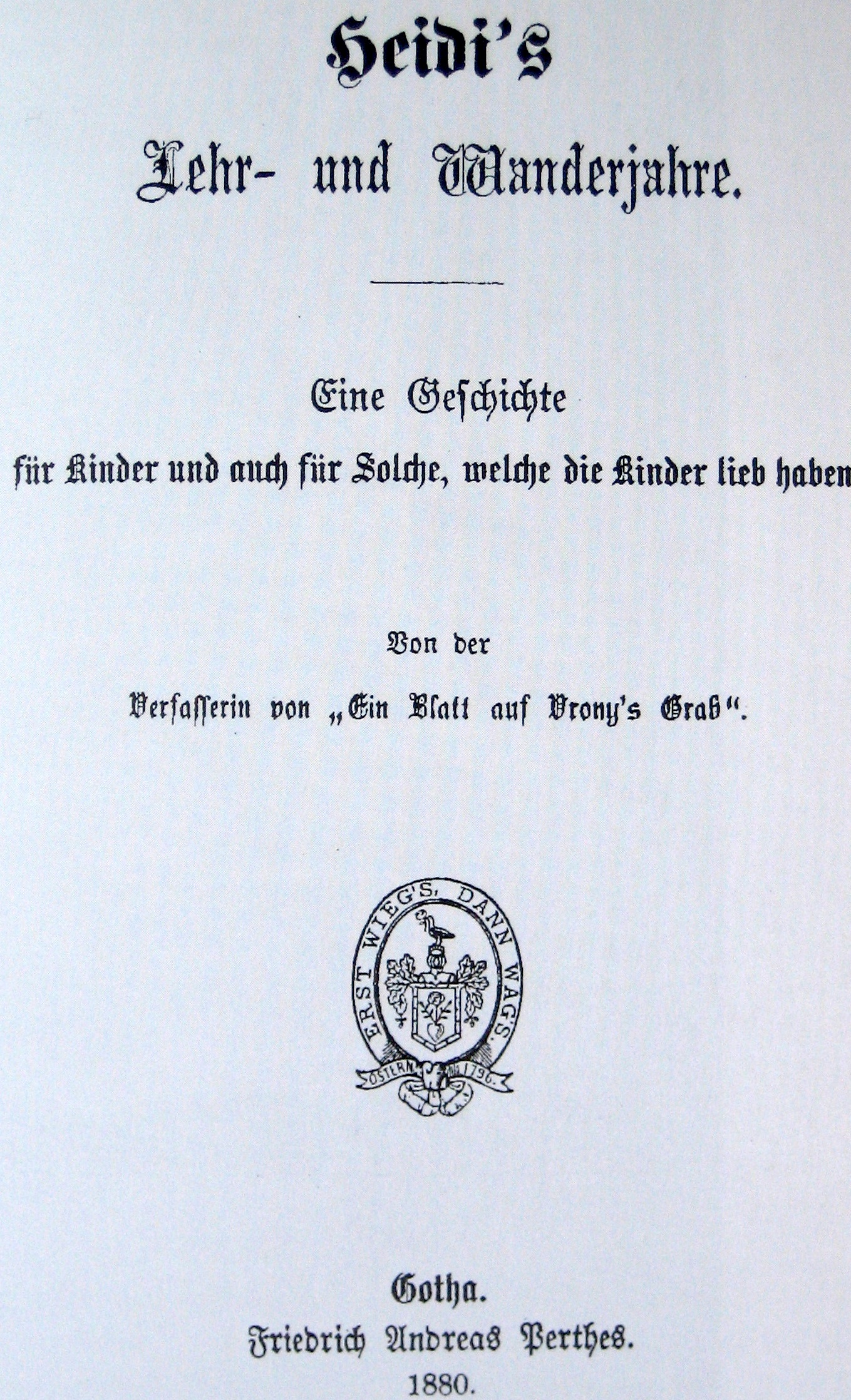
Erstausgabe

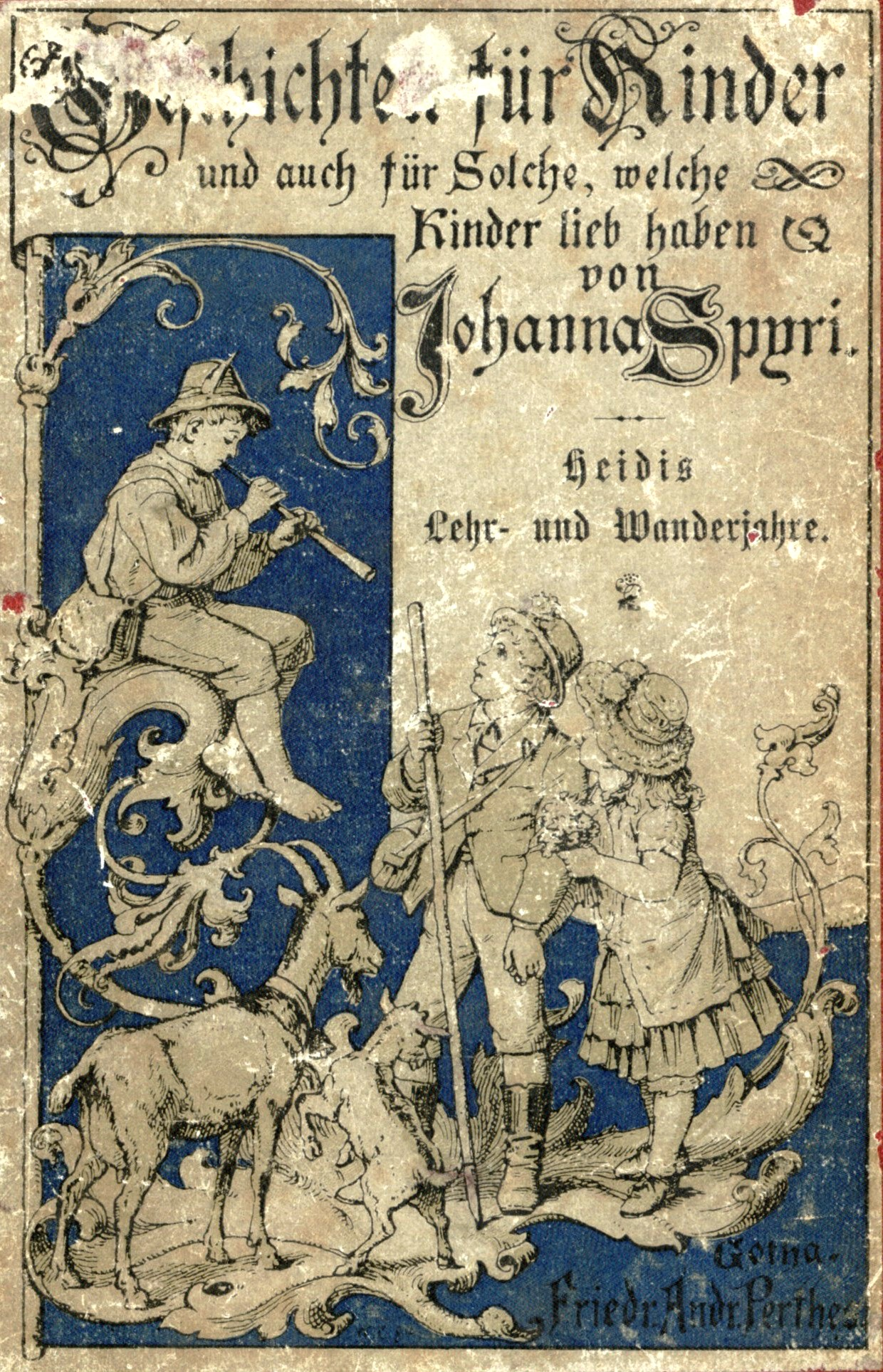
Titel einer Heidi-Ausgabe von 1887, Friedrich Andreas Perthes, Gotha

Die beiden Kinderbücher Heidis Lehr- und Wanderjahre und Heidi kann brauchen, was es gelernt hat der Schweizer Autorin Johanna Spyri (1827–1901) aus den Jahren 1880 und 1881 gehören zu den bekanntesten Kinderbüchern der Welt. Mit ihren Heidi-Büchern schuf Spyri ein noch heute weit verbreitetes romantisches und idealtypisches Bild der Schweiz.

## Bücher

### «Heidis Lehr- und Wanderjahre»

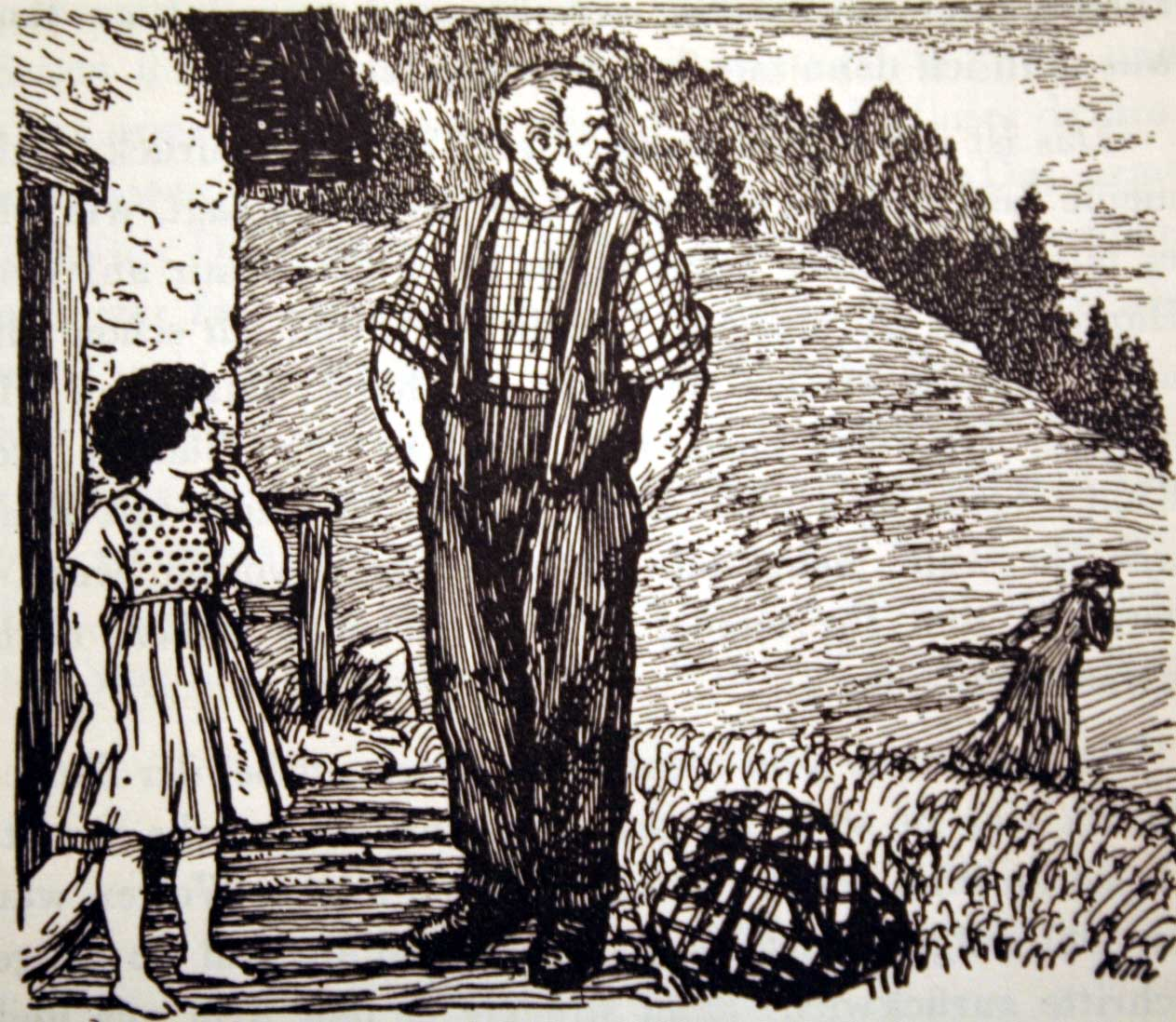
Illustration von Rudolf Münger

In dem im Jahre 1880 im Verlag von Friedrich Andreas Perthes, Gotha, erschienenen ersten Heidi-Roman wird erzählt, wie das Waisenmädchen Heidi zu seinem einsiedlerischen Grossvater (Alpöhi oder Almöhi, je nach Version) auf eine Alp oberhalb von Maienfeld im Kanton Graubünden gebracht wird, wo es in Zukunft leben soll. Heidis Tante Dete hatte bisher die Aufsicht, nachdem Heidis Mutter gestorben war. Dete bringt sie zum Alpöhi, bevor sie eine Stellung als Dienstmädchen in Frankfurt am Main annimmt. Der Alpöhi ist zunächst wenig begeistert, kümmert sich aber von Anfang an fürsorglich um Heidi. Er gewöhnt sich schnell an sie und merkt bald, dass das aufgeweckte, unternehmungslustige Mädchen ihm das Leben angenehmer macht. Schon vor ihrer Ankunft auf der Alp lernt sie den Geissenpeter kennen, einen elfjährigen Ziegenhirten, mit dem sie fortan regelmässig zu den hochgelegenen Weiden wandert, wo die Ziegen aus dem Dorf weiden. Eine besondere Freude bereitet ihr das Rauschen der Tannen hinter der Hütte ihres Grossvaters.
Heidi lernt auch Geissenpeters blinde Grossmutter kennen und bringt den Alpöhi dazu, deren baufälliges Haus zu reparieren. Dieser weigert sich jedoch trotz Zureden durch den Dorfpfarrer, Heidi in die Schule zu schicken, weil er dafür im Winterhalbjahr ins Dorf hätte ziehen müssen. Drei Jahre nach Heidis Ankunft, als sie acht Jahre alt ist, erscheint jedoch Heidis Tante Dete und nimmt das Mädchen mit nach Frankfurt am Main, wo sie die Gesellschafterin der gelähmten Klara Sesemann werden soll. Klara akzeptiert Heidi schnell als ihre neue Freundin. Nur die Hausdame, Fräulein Rottenmeier, ist nicht begeistert. Vor allem ist sie entsetzt, als sie erfährt, dass Heidi nicht lesen kann. Klaras Grossmutter schafft es, Heidi davon zu überzeugen, lesen zu lernen.
Heidi fühlt sich jedoch immer schlechter im Hause Sesemann, sie sehnt sich nach den Bergen. Klaras Grossmutter lehrt Heidi, dass sie jederzeit Trost erhalten kann im Gebet zu Gott. Vor Heimweh beginnt Heidi schlafzuwandeln. Herr Sesemann und sein Arzt beschliessen, Heidi zurück in die Berge zu schicken, und Heidi wird in Begleitung des Dieners Sebastian in den Zug nach Hause gesetzt.
Als Heidi zum Alpöhi zurückkehrt, ist der darüber so froh, dass er nach Jahrzehnten zum ersten Mal wieder die Kirche im Dörfli aufsucht, worüber die Dorfbewohner erstaunt und zugleich erfreut sind. Er verspricht dem Pfarrer, den Winter fortan im Dörfli zu verbringen, damit Heidi dort die Schule besuchen kann.

### «Heidi kann brauchen, was es gelernt hat»

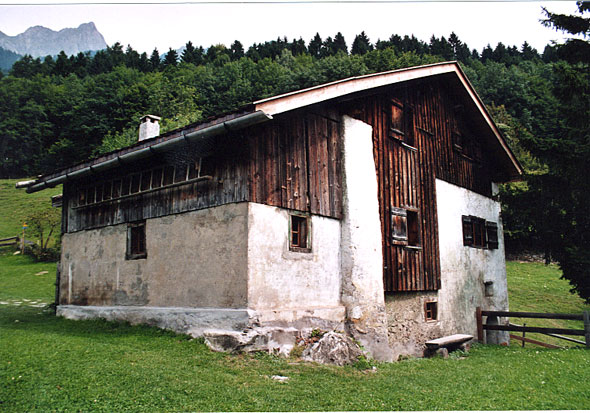
Das «Heidihaus» in Maienfeld

Klara möchte Heidi noch im selben Herbst auf der Alp besuchen, doch rät der Doktor dringend davon ab, weil sich ihr Gesundheitszustand seit Heidis Abschied verschlechtert hat. Stattdessen reist er selbst auf die Alp, um die Lage zu klären, und wird dort von Heidi freudig empfangen. Auch mit dem Alpöhi versteht sich der Doktor bestens, muss aber wieder nach Frankfurt zurückkehren.
Den Winter verbringt der Alpöhi wie versprochen in einem zerfallenen Herrenhaus im Dörfli, das er zuvor instand gesetzt hat. Heidi bringt den Geissenpeter mit sanftem Druck dazu, ebenfalls lesen zu lernen. Im darauffolgenden Sommer darf Klara nach einem Kuraufenthalt in Bad Ragaz in die Hütte des Alpöhi. Sie wird auf dem Heuboden einquartiert, auf dem Heidi so viele Jahre geschlafen hat. Wenig begeistert zeigt sich Peter, der eifersüchtig ist, weil Klara nun Heidis ganze Aufmerksamkeit beansprucht.
Eines Tages will Heidi mit Alpöhis Hilfe Klara mit auf die Alpweide nehmen. Peter ist aus Eifersucht darüber erzürnt. Er lässt daher – als es niemand sieht – den vom Alpöhi bereitgestellten Rollstuhl von Klara in die Tiefe rollen, sodass er zerschellt. Der Alpöhi lässt sich aber vom Vorhaben nicht abbringen und trägt Klara die Alpweide hinauf. Dort lernt Klara mit Unterstützung von Heidi und Peter das Gehen, nachdem sie bereits früher erste Gehübungen mit dem Alpöhi unternommen hat. Eine grosse Überraschung gibt es für Grossmutter und wenige Stunden später für Vater Sesemann, als sie zu Besuch kommen: Klara kommt ihrem Vater auf eigenen Beinen entgegen. Herr Sesemann und später auch der Doktor versprechen dem Alpöhi, für Heidi zu sorgen, wenn er dazu nicht mehr in der Lage sei.

### Hauptfiguren der Heidi-Romane
Die Namen wurden von Johanna Spyri in der originalen Erstausgabe zum Teil anders geschrieben als heute üblich.

#### Heidi
Heidi, mit Taufnamen Adelheid, ist ein kleines Mädchen, dessen Vater kurz nach ihrer Geburt verunglückt und dessen Mutter verstorben ist. Nachdem sie zuerst bei ihrer Grossmutter und ihrer Base Dete gelebt hat, wird sie im Alter von fünf Jahren von Dete auf die Alp zu ihrem Grossvater gebracht. Als sie acht Jahre alt ist, kommt sie gegen den Willen des Grossvaters durch ihre Base als Spielgefährtin von Klara Sesemann nach Frankfurt ins Haus der Familie Sesemann. Nachdem ihr Heimweh nach der Alp und ihrem Grossvater von anderen unbemerkt immer grösser geworden ist und schliesslich sogar zum Schlafwandeln führt, darf sie wieder nach Hause zurückkehren. Durch ihr offenes und freundliches Wesen findet Heidi viele gute Freunde, die Anteil an ihrem Schicksal nehmen. Gegen Ende des zweiten Bandes ist Heidi etwa zehn Jahre alt.

#### Geissenpeter
Der Geissenpeter (in einigen Bearbeitungen auch als Ziegenpeter bezeichnet) ist zu Beginn des ersten Buches ein elfjähriger Junge, der im Sommer die Geissen (Ziegen) des Dorfes hütet, weshalb ihn der Alpöhi auch Geissengeneral nennt. Im Winter soll er zur Schule gehen, was ihm wenig Freude bereitet. Er lebt zusammen mit seiner Mutter Brigitte und seiner blinden Grossmutter in einer Hütte auf halber Höhe zwischen dem Dörfli und der Hütte des Alpöhi. Obwohl er wortkarg und manchmal eifersüchtig ist, ist er Heidis bester Freund.

#### Alpöhi, der Grossvater

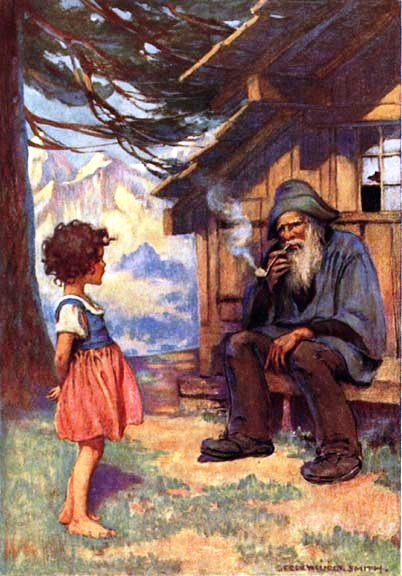
Heidi und Alpöhi, illustriert von Jessie Willcox Smith

Der Alpöhi (in der hochdeutschen Erstausgabe «Alm-Öhi» genannt) lebt als Einsiedler in seiner Hütte. Seine Enkelin Heidi bringt ihn den Menschen wieder näher, von denen er sich im Zorn zurückgezogen hatte. In seiner Jugend im Domleschg hat er das Familienerbe „verspielt und verzecht“. Er zog nach Neapel und diente beim Militär. Gerüchten nach hat er dort einen Menschen umgebracht und musste desertieren. Später kehrte er mit dem „halb erwachsenen Buben“ Tobias zurück und liess sich im Dörfli nieder. Tobias’ Mutter „muss eine Bündnerin gewesen sein, die er dort unten getroffen und dann bald wieder verloren hatte“, erzählt Dete. Tobias kam bei einem Arbeitsunfall ums Leben; seine Frau Adelheid starb vor Trauer kurze Zeit später, sodass ihre Schwester Dete die kleine Heidi vier Jahre lang versorgen musste. Der Name Alpöhi bedeutet wörtlich Alp-Oheim, also Alponkel.

#### Klara Sesemann
Klara ist ein gehbehindertes Mädchen aus reichem Haus. Als die achtjährige Heidi zu ihr kommt, ist Klara zwölf Jahre alt. Sie wächst mutterlos in Frankfurt auf. Der Vater ist ständig auf Reisen und hat nur wenig Zeit für seine Tochter. Klara wird von Heidi zuerst aus ihrer Einsamkeit, später auch von ihrem Leiden befreit.

#### Herr Sesemann
Klaras Vater ist Geschäftsmann und häufig unterwegs, unter anderem in Paris. Er liebt seine Tochter sehr und ihr Wohlergehen ist ihm sehr wichtig. Auf Anraten des Doktors schickt er die heimwehkranke Heidi zurück auf die Alp.

#### Frau Sesemann
Die Mutter von Klaras Vater wohnt in Holstein und kommt in unregelmässigen Abständen nach Frankfurt zu Besuch. Dort nimmt sie sich Heidis an, motiviert sie durch ein illustriertes Buch zum Lesen lernen und bringt ihr den Glauben an Gott, dem man jeden Kummer berichten kann, nahe. Ausserdem begleitet sie Klara bei ihrem Besuch auf der Alp.

#### Fräulein Rottenmeier
Fräulein Rottenmeier führt dem verwitweten Herrn Sesemann und seiner Tochter den Haushalt. Sie hat keinerlei Verständnis für Heidi, die sie gelegentlich sogar als Wilde und nicht ganz richtig im Kopf bezeichnet. Durch ihre strengen Regeln verstärkt sie Heidis Kummer um ein Vielfaches.

### Verwandtschaftsbeziehungen
Die Verwandtschaftsbeziehungen, wie sie Dete beim Aufstieg auf die Alp erzählt, sind folgende:
- Heidi ist die Tochter von Adelheid und Tobias.
- Tobias ist der Sohn des Alpöhi.
- Dete ist die Schwester von Adelheid.
- Detes und Adelheids Urgrossmutter und die Grossmutter des Alpöhi waren Schwestern.

Nach dem Tod von Adelheid und Tobias haben Dete und ihre Mutter die Verwandtschaft zu Heidi anerkannt.

## Archive

### Heidi-Archiv

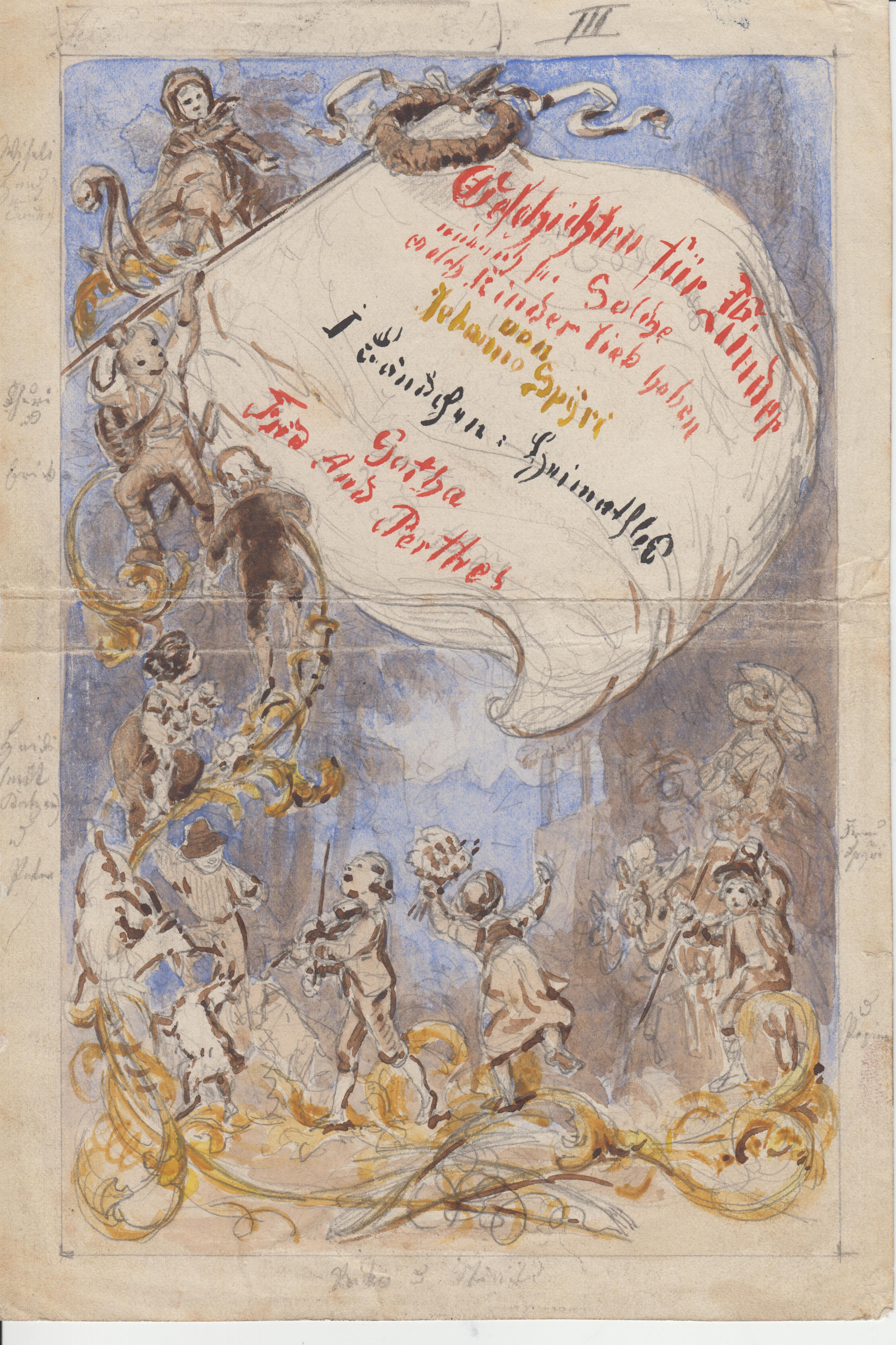
Einbandentwurf der Reihe «Geschichten für Kinder wie auch für Solche, welche die Kinder lieb haben» von Friedrich Wilhelm Pfeiffer, 1880.

Das Heidi-Archiv des Heidiseums in Zürich unterhält eine Sammlung an Beständen zum Thema Heidi, darunter die Originalentwürfe des Malers Friedrich Wilhelm Pfeiffer aus dem Jahr 1880 und die dazugehörigen Briefe der Autorin Johanna Spyri. Das Heidi-Archiv repräsentiert die weltweite Verbreitung, Rezeption und Wirkung sowie die verlegerische Nutzung des Gesamtwerkes der Autorin bis zum Erlöschen der Urheberrechte 1931. Im Mai 2023 nahm die UNESCO die Johanna-Spyri- und Heidi-Archive in Zürich in ihr Register des Weltdokumentenerbes auf.

## Mögliche Vorlage
2010 wies Peter O. Büttner, der 2013 an der Universität Zürich zum Dr. phil. promoviert wurde, auf Übereinstimmungen und Ähnlichkeiten in der 1831 im G. D. Baedeker Verlag Essen erschienenen Erzählung Adelaide, das Mädchen vom Alpengebirge des Mülheimer Lehrers Hermann Adam von Kamp hin, die deshalb als Vorlage der Heidi-Romane in Betracht komme. Durchsetzen konnte diese These sich nicht.

## Abgeleitete Werke

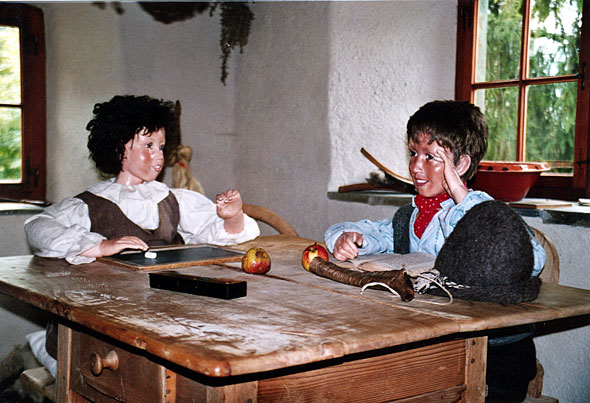
Heidi und Geissenpeter im «Heidihaus»

In nur wenigen Jahren nach der Erstpublikation wurden die Heidi-Bücher zu einem Welterfolg.
In den Vereinigten Staaten erschien das Buch, in einer Übersetzung von Louise Brooks, erstmals im Jahre 1884. Die Handlung von Frances Hodgson Burnetts Roman The Secret Garden (1909), einem Klassiker der amerikanischen Kinderliteratur, weist zur Handlung des ersten Heidi-Buches auffällige Parallelen auf. Bis heute wurden die Heidi-Bücher in über 50 Sprachen übersetzt und mehrmals verfilmt. Nachdem die Urheberrechte abgelaufen sind, erscheinen immer mehr Heidi-Bücher und -Geschichten, die jedoch mit Spyris Heidi teilweise nicht mehr viel gemeinsam haben, die Spanne reicht von sprachlichen Modernisierungen bis hin zu Fortsetzungen oder Übertragungen in die heutige Zeit.

### Zeichentrickfilme und -serien
- 1974: Heidi (Anime)[12]
- 1991: Heidi, Japan, alternativ: Sugar & Spice: Heidi, USA
- 1993: Heidi – Kindheit in den Bergen, Japan, 88 Minuten (stark gekürzter Zusammenschnitt der Zeichentrickserie von 1974)
- 1993: Heidi – Ein Sommer voller Glück, Japan, 90 Minuten, Fortsetzung von «Heidi – Kindheit in den Bergen» (stark gekürzter Zusammenschnitt der Zeichentrickserie von 1974)
- 1995: Heidi, Japan, Regie: Toshiyuki Hiruma Takashi; 47 Min., Film
- 1998: Heidi, Deutschland, Schweiz, Regie: Alain Gsponer; 3 Min. Kurzanimationsfilm zur Schweizer Imagewerbung
- 1999: Heidi in den Bergen; 87 Min. (Teil 1, stark gekürzter Zusammenschnitt der Zeichentrickserie von 1974 in 3 Teilen)
- 1999: Heidi in der Stadt; 97 Min. (Teil 2, stark gekürzter Zusammenschnitt der Zeichentrickserie von 1974 in 3 Teilen)
- 1999: Heidi zurück in den Bergen; 94 Min. (Teil 3, stark gekürzter Zusammenschnitt der Zeichentrickserie von 1974 in 3 Teilen)
- 2000: Heidi, Kindheit in den Bergen; 90 Minuten (Neu synchronisierter erster Teil, stark gekürzter Zusammenschnitt der Zeichentrickserie von 1974 in 2 Teilen)
- 2000: Heidi, Ein Sommer voller Glück; 90 Minuten (Neu synchronisierter zweiter Teil, stark gekürzter Zusammenschnitt der Zeichentrickserie von 1974 in 2 Teilen)
- 2002: Heidi, Deutschland, Regie: Albert Hanan Kaminski
- 2005: Heidi, Grossbritannien, Deutschland, 81 Min.
- 2015: Heidi, Frankreich, Australien, Deutschland, Belgien (Remake der Zeichentrickserie von 1974 mit gleich aussehenden Anime-Charakteren)

### Kinofilme
- 1920: Heidi, USA, Kurz-/Stummfilm; Regie: Frederick A. Thomson;
mit Madge Evans (Heidi)
- 1937: Heidi, USA, freie Romanadaption, 88 Min.; Regie: Allan Dwan;
mit Shirley Temple (Heidi / niederländisches Mädchen), Jean Hersholt (Adolph Kramer; Alpöhi), Delmar Watson (Peter), Marcia Mae Jones (Klara Sesemann), Sidney Blackmer (Herr Sesemann), Arthur Treacher (Butler Andrews), Mary Nash (Fräulein Rottenmeier)
- 1952: Heidi, CH, freie, aber nahe am Roman angelegte Adaption, erster deutschsprachiger Heidifilm, 100 Min.; Regie: Luigi Comencini;
mit Elsbeth Sigmund (Heidi), Heinrich Gretler (Alp-Oehi), Thomas Klameth (Geissenpeter), Isa Günther (Klara Sesemann), Willy Birgel (Konsul Sesemann), Theo Lingen (Diener Sebastian), Anita Mey (Fräulein Rottenmeyer), Traute Carlsen (Klaras Grossmutter)
- 1954: Frühlingslied (Heidi und ihre Freunde), D, nicht dem Roman folgende Adaption mit einigen Heidimotiven, 92 Min.; Regie: Hans Albin;
mit Elsbeth Sigmund (Heidi / Vreni)
- 1955: Heidi und Peter, CH, Fortsetzung von Heidi (1952), frei nach dem 2. Heidi-Band, 95 Min.; Regie: Franz Schnyder;
mit Schauspielern des (obigen) 1952er Films
- 1965: Heidi, A, Remake in Farbe des Schwarz-Weiss-Films von 1952, 91 Min.; Regie: Werner Jacobs;
mit Eva M. Singhammer (Heidi), Gustav Knuth (Alp-Oehi), Jan Koester (Geissenpeter), Michaela May (Klara Sesemann), Ernst Schröder (Alfred Sesemann; Konsul), Rudolf Vogel (Butler Sebastian), Margot Trooger (Fräulein Rottenmeier), Margarete Haagen (Grossmama Sesemann)
- 1968: Heidi kehrt heim USA/D, 96 Min.; Regie: Delbert Mann;
mit Jennifer Edwards (Heidi), Michael Redgrave (Grossvater), John Moulder-Brown (Peter), Zuleika Robson (Klara Sesemann), Maximilian Schell (Richard Sesemann), Karl Lieffen (Butler Sebastian), Jean Simmons (Fräulein Rottenmeier), Elisabeth Neumann-Viertel (Grossmutter)
- 1993: Heidi, USA/A/LUX, freie Romanadaption, 190 Min.; Regie: Michael Rhodes;
mit Noley Thornton (Heidi), Jason Robards (Grossvater), Benjamin Brazier (Peter), Lexi Randall (Klara Sesemann), Andrew Bicknell (Herr Sesemann), Jane Seymour (Fräulein Rottenmeier), Patricia Neal (Grossmutter)
- 2001: Heidi, CH, nicht dem Roman folgende Adaption, Heidi spielt nun im 21. Jahrhundert, 135 Min.; Regie: Markus Imboden;
mit Cornelia Gröschel (Heidi Caduff), Paolo Villaggio (Grossvater; Alpöhi), Aaron Arens (Peter Geissler), Nadine Fano (Clara Caduff)
- 2005: Heidi, GB, 104 Min.; Regie: Paul Marcus;
mit Emma Bolger (Heidi), Max von Sydow (Alp-Oehi), Sam Friend (Geissenpeter), Jessica Claridge (Klara Sesemann), Geraldine Chaplin (Fräulein Rottenmeier), Diana Rigg (Klaras Grossmutter), Robert Bathurst (Konsul Sesemann), Del Synnott (Butler Sebastian), Oliver Ford Davies (Dr. Classen)
- 2015: Heidi, CH/D, 100 Min.; Regie: Alain Gsponer;
mit Anuk Steffen (Heidi), Bruno Ganz (Alpöhi), Quirin Agrippi (Geissenpeter), Isabelle Ottmann (Klara Sesemann), Peter Lohmeyer (Sebastian), Katharina Schüttler (Fräulein Rottenmeier), Maxim Mehmet (Herr Sesemann), Hannelore Hoger (Grossmama Sesemann)
- 2024: Heidi, USA, christliche Adaption, 101 Min.; Regie: Lynn Moody; mit Emily Dunphey (Heidi), Tim Kaiser (Grossvater), Lyndsay Hayes (Clara), Luke Bilderback (Peter), Carolyn Pemberton Hoover (Claras Grossmutter Frau Sesemann), Reneé Radzicki-Builes (Fräulein Rottenmeier), Ron Koontz (Sebastian), Karol Garrison (Herr Sesemann), Pam Dunphey (Tante Dete)[13][14][15]
- 2025: Heidi - Die Legende vom Luchs, 76 Min., Regie: Toby Schwarz[16]

### Serien
- 1953: Grossbritannien, sechs Folgen mit je 30 Min.
- 1960: Fernsehserie
- 1974: Grossbritannien, sechs Folgen mit je 30 Min., Regie: June Wyndham-Davies
- 1978: Heidi (Fernsehserie, 1978), CH/A/D, sehr eng an den Romanen orientierte TV-Fassung
- 2015: Heidi, F/AUS/D/B, computeranimierte Serie

Im Jahr 2025 wurde die Produktion von zwei neuen deutschsprachigen Serien bekannt mit Schweizer Koproduktion mit Blick auf den 200. Geburtstag von Johanna Spyri im Jahr 2027.

### Fernsehfilme
- 1978: Die neuen Abenteuer von Heidi (The New Adventures of Heidi) USA, freie Romanadaption, mit Burl Ives (Grandfather) und Katy Kurtzman (Heidi)

### Comics
- 1976–1977: Heidi, 21 Hefte, Bastei Verlag
- 1977–1981: Heidi, 179 Hefte, Bastei Verlag
- 1978: Heidi, broschiertes Album, Bastei Verlag
- 1978–1979: Heidi, acht Taschenbücher, Bastei Verlag
- 1978–1981: Heidi, vier Taschenbücher, Condor Verlag
- 1979: Heidi Comic-Sonderheft, Heft, Condor Verlag
- 1980–1984: Heidi, neun Taschenbücher, Bastei Verlag
- 1987–1988: Heidi, 28 Hefte, Bastei Verlag

### Musicals
- Heidi – Das Musical (2005 Schweiz/Grossbritannien), Musical von Shaun McKenna (Text) und Stephen Keeling (Musik), nach einer Idee von Stefan Mens.
Das Libretto verbindet den Stoff des Heidi-Buchs mit der Lebensgeschichte von Johanna Spyri. Während Spyri um das Leben ihres Sohnes Bernhard kämpft, begegnet sie ihrer eigenen Romanfigur. Das Musical hatte am 23. Juli 2005 auf der Walensee-Freilichtbühne in Walenstadt (Schweiz) Weltpremiere und lief mit 25 Spieltagen von Juli bis Ende August auch 2006. 2007 und 2008 folgte der 2. Teil.
- 2005: Heidi … ein Berg-Musical (Buch: Christian Berg, Musik: Stephan Sulke)[19] 2018 aufgeführt auf der Freilichtbühne Hallenberg
- 2006: Freilichtbühne Coesfeld, Musical von Claus Martin
Im Gegensatz zu der Bearbeitung von McKenna/Keeling hält sich Martin eng an die Vorlage Spyris. Die wesentlichen Elemente aus beiden Heidi-Romanen werden zu einer durchgehenden Handlung verdichtet, in deren Zentrum die «passive Heldin» Heidi steht. Die Musik besteht weitgehend aus eingängigen Pop-Nummern.
- 2012: Heidi – Das Musical für Kinder von Andrew Bond
- 2018: Heidi, Musical von Michael Schanze
- 2019: Heidi – stark wie nie, Musical von Norberto Bertassi und Norbert Holoubek[20]
- 2024: Heidi – Das neue Musical, Walensee-Bühne; Musik, Liedtexte und Schweizer Dialoge Patric Scott

### Heidi in anderen Kulturen

#### Japan
In Japan hat sich eine breite Heidi-Rezeption entwickelt.

#### Türkei
In der Türkei gehört Heidi zu den bedeutendsten Kinderbüchern überhaupt.

## Sonstige Vermarktung und Werbung

### Briefmarken
1984 brachte die Schweizerische Post in der Serie «Figuren aus Kinderbüchern» eine Pro-Juventute-Sonderbriefmarke «Heidi» im Nennwert von 55 Rappen mit einer Auflage von 6.856.000 Stück heraus.
Mit dem Erstausgabetag 5. Dezember 2019 gab die Deutsche Post AG in der Serie «Helden der Kindheit» ein Postwertzeichen (und Ersttagsstempel) im Nennwert von 60 Eurocent mit dem Bild von Heidi heraus. Der Entwurf stammt von der Grafikerin Jennifer Dengler aus Bonn.

### Heididörfer
- Oberhalb von Maienfeld steht das Heididorf, der Originalschauplatz der Geschichte.
- Die Gegend um Maienfeld, in der sich die Geschichte um Heidi abspielte, wird seit 1997 unter dem Namen «Ferienregion Heidiland» vermarktet.[23]
- Als „Heididorf“ wird auch der Weiler Grevaselvas im Engadin vermarktet, weil dort 1978 eine Heidi-Fernsehserie gedreht wurde.[24]

### Werbefigur Alpöhi
Name und Figur von Heidi werden immer wieder für Werbezwecke verwendet. Peter Steiner verkörperte ab 1993 als Milka-Reklamefigur den «Alpöhi».